# Diocèse de Lescar
Le diocèse de Lescar (en latin : Dioecesis Lascurrensis) est un ancien diocèse de l'Église catholique en France. C'est avec celui d’Oloron l´un des deux diocèses historiques du Béarn, province dont le nom vient de celui de la ville antique qui a précédé Lescar, Beneharnum .

## Histoire
Dans l'Empire romain (province d'Aquitaine, puis de Novempopulanie), le site de Lescar est occupé par une ville nommée en latin Beneharnum, qui a un évêque  évêque connu depuis le milieu du Ve siècle, à la fin de l'Empire romain d'Occident, jusqu'au milieu du IXe siècle, date de la destruction de la ville par les Normands (841). La ville de Lescar est fondée à la fin du Xe siècle et est dotée d'un évêque à partir du milieu du XIe siècle.

### Le diocèse de Lescar
L'évêque est suffragant de l'archevêque d'Auch.
Dans la province du Béarn, il est président de droit des États du Béarn et premier conseiller du parlement de Navarre (dont le siège est à Pau). Il jouit d'environ 15.000 livres de revenus. Il doit payer 1.300 florins au pape pour l'expédition de ses bulles.
Du XIVe siècle et jusqu'à la Révolution, les évêques résident au palais épiscopal de Lescar, qui fut presque complètement détruit en 1800. L'église cathédrale est nommée Notre-Dame-de-l'Assomption.

### Fin du diocèse
Le diocèse est supprimé par la Constitution civile du clergé (1790). Le concordat de 1801 confirme cette suppression en le rattachant au diocèse de Bayonne. Depuis 1909, l'évêque de Bayonne porte aussi le titre d'évêque de Lescar et d'Oloron.

## Territoire
À la veille de la Révolution française, le diocèse de Lescar confine : au nord, avec celui d'Aire ; à l'est, avec ceux de Tarbes et d'Auch ; au sud, avec celui d'Oloron ; à l'ouest, avec celui de Dax.
Il comprend 240 paroisses ou annexes.
Depuis le XIe siècle au moins, le diocèse comprenait six archidiaconés (eux-mêmes divisés en un nombre variable d'archiprêtrés) : Lescar (Lescar, Serres-Castets) ; Soubestre (Aubin et Arthez) ; Larbaig (Maslacq et Pardies) ; Batbielle (Boeil) ; Vic-Bilh (Lembeye, Anoye, Simacourbe, Thèze, Mont-Diusse) et Rivière-Luy (Sault-de-Navailles).